# Federico Villena
Federico Segundo Villena Pérez (Turmero, Aragua, Venezuela, mayo de 1835-Caracas, 17 de julio de 1889), más conocido simplemente como Federico Villena, fue un músico, compositor, director de orquestas y bandas venezolano.
Es el representante más importante de la música y la composición de Venezuela en la mitad del siglo XIX. Fue el tercer director de la Banda Marcial del Distrito Capital (actual Banda Marcial Caracas) desde 1882 hasta su muerte, la agrupación más antigua del país y la más destacada de la época. Sus biógrafos coinciden en señalar que poseyó un extenso y variado catálogo de obras con casi trescientas obras escritas.
Entre sus composiciones más destacadas figuran: Misa en mi bemol; la Fantasía Sinfónica “Batalla de Carabobo” para orquesta sinfónica, tres bandas marciales, una banda externa, coro y solistas, y una obra titulada Las Dos Deshonras.

## Biografía

### Infancia y Familia
Federico Villena nació en Turmero, un pequeño pueblo en ese entonces en el actual Edo Aragua. Su padre era José Villena —maestro de escuela— y su madre María Nieves Pérez. Cuando nació en Turmero se encontraba en la pobreza extrema, acto seguido, sus padres lo obligaron a estudiar sus primeras letras, la instrucción elemental primaria y sus primeros estudios musicales en casa, puesto a que carecían de dinero. Villena desde muy niño mostró aficiones musicales, con tenacidad se dedicó a perfeccionar sus estudios de violín autodidácticamente, instrumento que llegó a dominar con maestría.

### Músico y compositor emergente

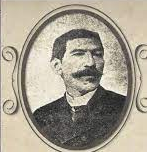
Retrato de Federico Villena

A los dieciocho años se mudó desde su pequeño pueblo a la capital del país, Caracas, donde comienza a trabajar y a estudiar al mismo tiempo. En Caracas desarrolla sus propios conocimientos por métodos propios hasta llegar a ser un magnífico ejecutante del violín, violonchelo y piano. Obtuvo los conocimientos musicales suficientes como para regresar a Turmero en 1856 y ocupar un trabajo de maestro de capilla. En el año 1858 para seguir estudiando y profundizándose en la materia musical, Federico vuelve a viajar a Caracas y un poco más tarde se traslada a La Guaira, en donde establece una banda marcial con sus estudiantes, además de que dictaba clases de piano. Cabe destacar que durante este periodo, Federico crea el periódico de corte cultural Ecos de la Guaira, en el que promocionaba piezas de sus colegas musicales y piezas de su autoría.
A continuación en 1860, es solicitado en Ciudad Bolívar para dictar clases de música y proporcionar a la población nuevas actividades artísticas para inspirar a los más jóvenes a inscribirse en sus clases de piano y de violín.
En 1863 nos adentramos en el contexto de la Guerra Federal y a consecuencia de los mismos sucesos políticos-militares, se traslada a la vecina Isla de Trinidad, cosa que aprovecha, pues realiza distintas giras a través de Trinidad y las Antillas vecinas. Vuelve a Caracas una vez finalizada la guerra y se establece como violinista y violonchelista en una orquesta que acompañaba a una ópera.[cita requerida]

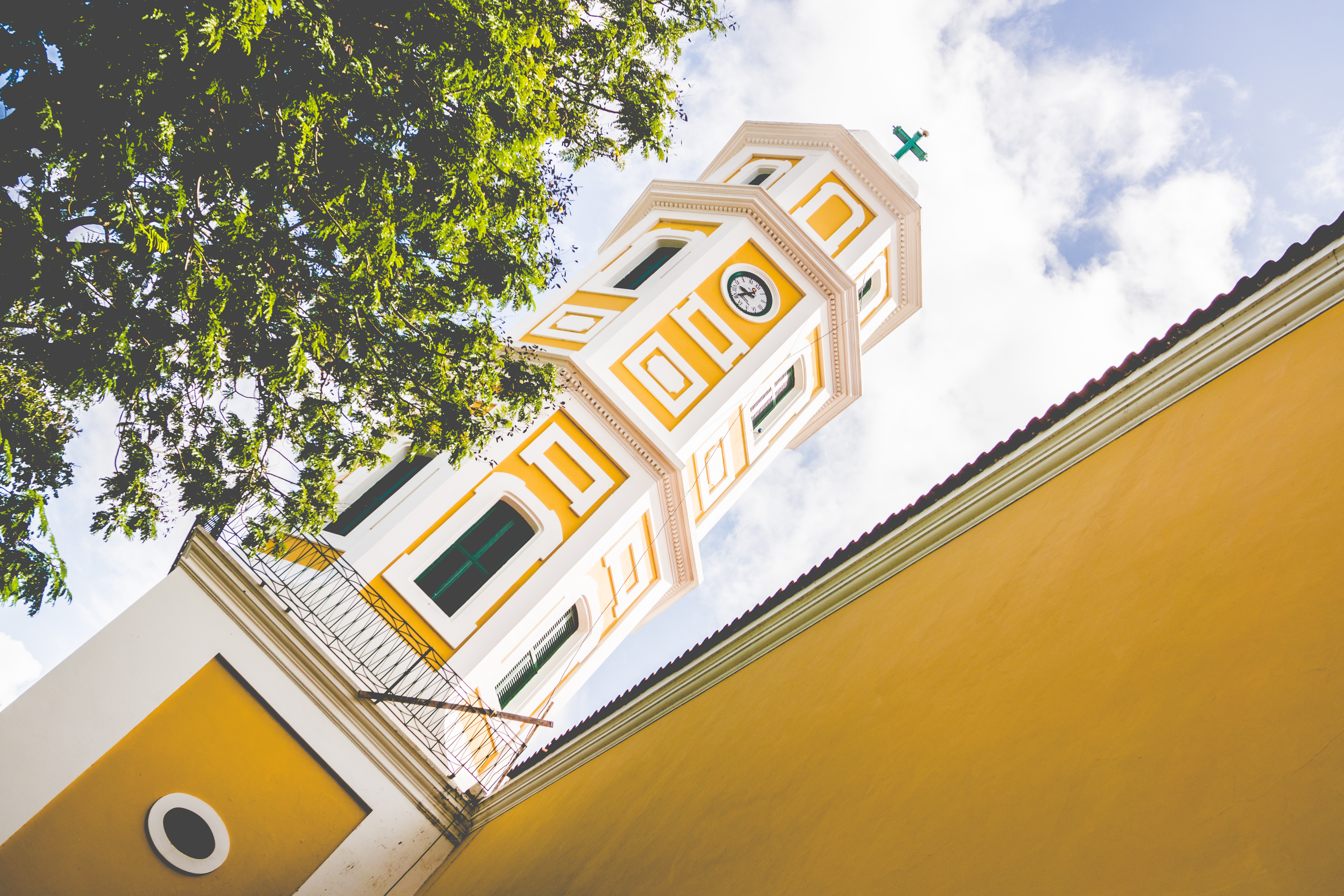
Catedral de Santo Tomás (Catedral de Ciudad Bolívar) donde Villena en 1865 ejerce ser el Maestro de capilla y el Organista de Catedral de Ciudad Bolívar" Además donde ejerce la docencia para dictar clases de Piano, Violín y Canto.

Unos años después, regresa a la Ciudad Bolívar en 1865 y es nombrado "Maestro de Capilla", y "Organista de la Catedral de Ciudad Bolívar". Con todo esto, funda distintas agrupaciones musicales, en su mayoría bandas marciales a las que él dirigía, además de dedicarse a la enseñanza. Este mismo año se casa con la joven Isabel María Welsh en Ciudad Bolívar el 4 de marzo de 1865; un año después, un 18 de febrero de 1867 tienen su primer y único hijo, al que llamaron Federico Segundo Eladio Villena Welsh. En 1880 se traslada a la ciudad de Caracas.

### Compositor, músico profesional y etapa más exitosa de su carrera
Nuevamente Villena en la capital de la república, es nombrado en 1882 director de la "Banda Marcial del Distrito Capital" (actual Banda Marcial de Caracas), la agrupación más importante de aquel entonces, fue el tercer director de esta agrupación musical, la cual goza de ser la más antigua de Venezuela y una de las más antiguas de Latinoamérica. También, es músico en distintas Filarmónicas y ofrece a la población caraqueña numerosos conciertos, Villena se encuentra en la etapa más productiva de su carrera. Aquí estando en Caracas escribe música religiosa, como un Himno en honor al Papa León XIII; música de cámara, como su Quinteto para Piano y Cuerdas en Mib Op.76; la fantasía sinfónica "Batalla de Carabobo", para orquesta sinfónica, tres bandas marciales, una banda externa (banda de guerra), coro mixto y cuatro solistas. La fantasía sinfónica se estrenó ese mismo año, el 17 de julio de 1889.

### Muerte

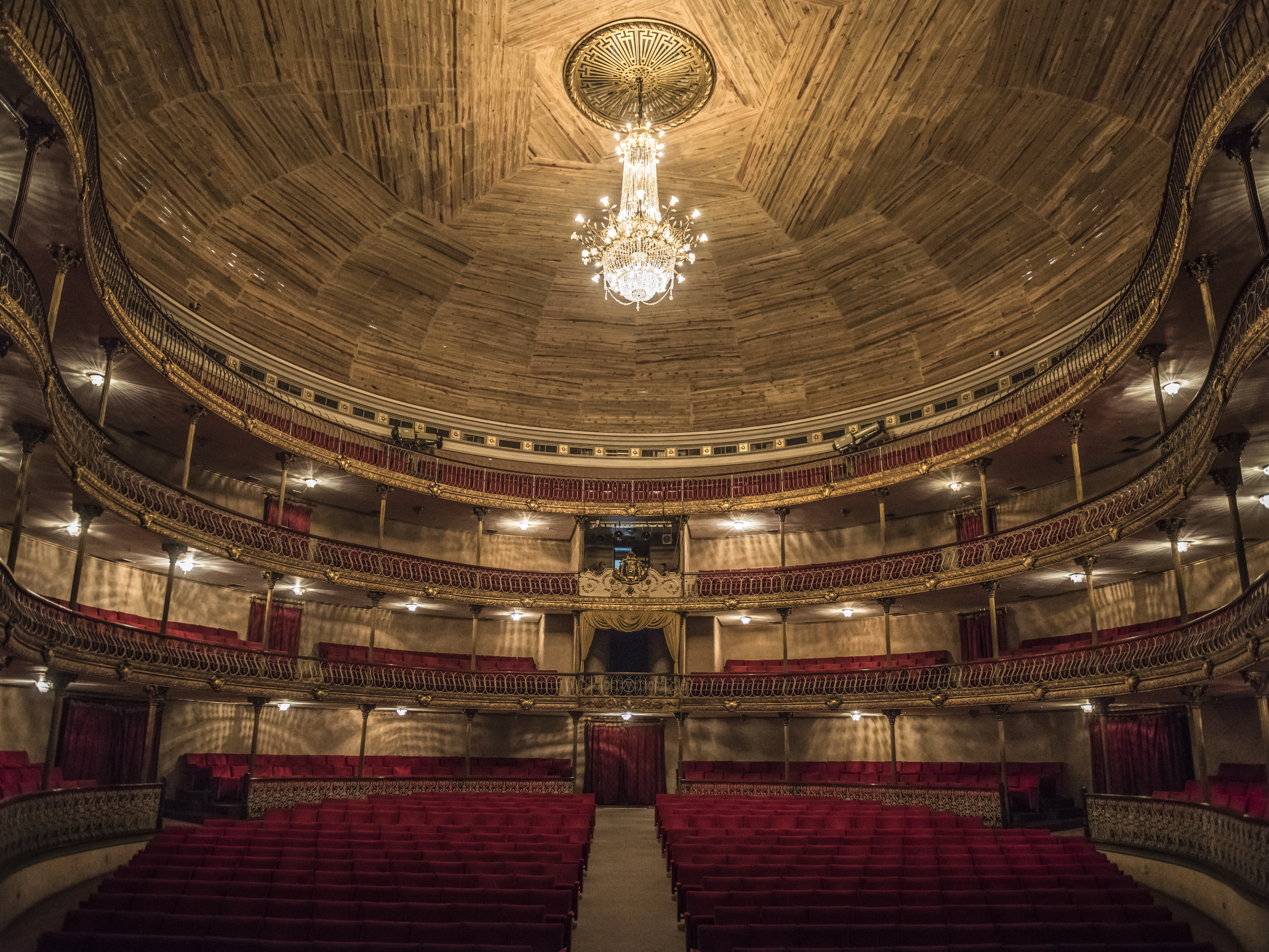
Teatro Municipal de Caracas antiguo Teatro Guzmán Blanco, donde se estrenaron múltiples obras del maestro Federico Villena

Villena murió en Caracas el 17 de julio e 1889 a los 54 años de edad, aún no se encuentran registros de la causa de su muerte. Ese mismo día se estrenaría su obra Batalla de Carabobo en el Teatro Guzmán Blanco. Hasta este día Federico Villena dirigiría la Banda Marcial del Distrito Capital. Se desconoce además en donde fue sepultado, en honor al gran compositor, se organizaron distintos conciertos de sus obras, tanto orquestales como para bandas marciales.

## Obras

### Piano Quinteto en Mib Op.76

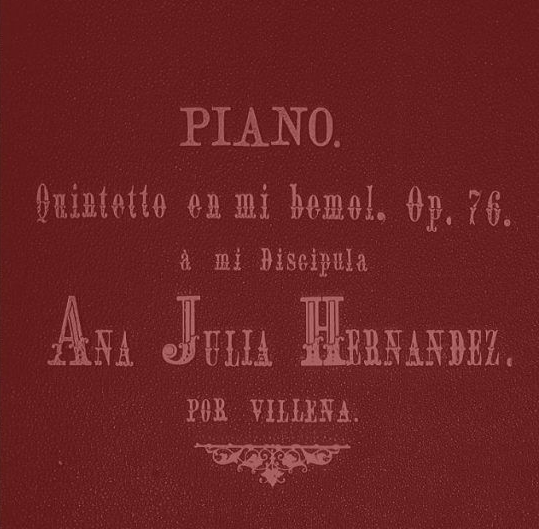
El Quinteto en Mib para Piano de Federico Villena es una de las obras más importantes y que definen el estilo del compositor.

Piano Quinteto en Mib es una obra escrita para piano, violín, viola, violonchelo y contrabajo y consta de cuatro movimientos. Fue estrenada en el Teatro Guzmán Blanco (actual Teatro Municipal de Caracas) el 18 de julio de 1887, fue dedicada a su discípula Ana Julia Hernández. El musicólogo Juan de Dios López Maya, quien se encargó de analizar y editar la nueva partitura a partir del manuscrito describe de la siguiente manera los cuatro movimientos:
- Primer Movimiento: Utiliza una versión muy libre y personal de la forma sonata.
- Segundo Movimiento: Es un tema con variaciones, en donde cada variación exige un solo a un instrumento diferente, con la única excepción del Violonchelo.
- Tercer Movimiento: Nos presenta un clásico minueto con su correspondiente trío, en este último Villena introduce un ingenuo y tranquilo valse que contrasta con la vivacidad y carácter del resto de movimiento
- Cuarto Movimiento: Escrito cuidadosamente en la tonalidad relativa en Do menor, el compositor vuelve a usar un plan de sonata muy similar al del primer movimiento.

Se considera una de las obras más destacables del compositor, explora el virtuosismo con cada uno de los instrumentos, tiene una rica armonía, demuestra que tenía una gran habilidad para la orquestación y la técnica, muy avanzada entre muchos de los compositores venezolanos de la época. Actualmente el manuscrito de la obra pertenece al archivo José Ángel Lamas de la Biblioteca Nacional.
Ahora en la plataforma de videos de Youtube, se encuentra una grabación moderna del año 2018 de la obra, ejecutada en la Biblioteca Nacional de Chile y grabada por Argémone Producciones.

### Fantasía Sinfónica Batalla de Carabobo
Batalla de Carabobo es una obra para orquesta, coro mixto, tres bandas marciales, una banda externa (banda de guerra) y solistas fue estrenada el 9 de septiembre de 1889. Con letra de Félix Soublette. Esta joya musical está catalogada como una Fantasía Sinfónica por su discurso programático, en el que se narran escenas de la batalla de Carabobo ocurrida un 24 de junio de 1821, hace 200 años. La Fantasía "Batalla de Carabobo" le fue encargada por el ejecutivo nacional para celebrar el 65.º aniversario de la histórica Batalla de Carabobo aunque se estrenaría tiempo después de la fecha histórica. La orquestación de la obra conlleva Orquesta Sinfónica tres bandas marciales, una banda externa, coro y cuatro solistas. La orquestación es la siguiente:
Orquesta Sinfónica:
- 2 flautas
- 2 clarinetes en si♭
- 2 trompas en fa
- 2 trompetas en si♭
- Trombón
- Tuba
- Timbales
- Bombo
- Sección de Cuerdas

Bandas Marciales 1 y 3
- Flautín
- Clarinete Pícolo
- 3 clarinetes en si♭
- 4 saxofones altos
- 3 trompetas en si♭
- 2 bombardinos
- 3 trombones
- 2 tubas

Banda 2
- Flautín
- Clarinete Pícolo
- 3 clarinetes en si♭
- Saxofón Soprano
- 3 Saxofones altos
- Bombardino
- Trombón
- Tuba
- Redoblante

Banda Externa (Banda 4)
- 2 clarines/trompetas
- 2 cornetas
- Redoblante
- 2 Granadero
- Triángulo
- Platillo
- Bombo

Coro
- Sopranos
- Altos
- Tenores
- Bajos

Solistas
- Soprano
- Alto
- Tenor
- Bajo

#### Capítulos de la obra
1. Invocación Religiosa (andante maestoso)
2. El Ejército Español en Carabobo (marcha)
3. Llegada del Ejército Libertador (allegretto)
4. Salida de Páez al ataque (allegro)
5. Legión Inglesa (andante)
6. Carga de Caballería (andante)
7. Derrota del Ejército Español (andantino)
8. Alegrías del Triunfo (allegro)
9. Himno (allegro-andante-allegro)

Cabe destacar que la orquesta y el coro mixto solo participa en la Invocación Religiosa y el Himno, los solistas en la estrofa del Himno y todas las bandas marciales participan en todos los movimientos.
Es la tercera vez en 132 años que se interpreta esta magistral obra, catalogada como una Fantasía Sinfónica por su discurso programático, en la que se narran escenas de la Batalla de Carabobo. Hoy gracias a los esfuerzos para recuperar el Patrimonio Nacional y Cultural, la Alcaldía de Caracas y la Fundación Compañía Nacional de Música, encargaron a los musicólogos Juan de Dios López y Coralys Arismendi realizar una versión actualizada del manuscrito de la obra de Villena. Todo esto para un concierto en honor a los 200 años de la Batalla de Carabobo y en homenaje al célebre compositor Francisco Villena. El tercer estreno histórico de la pieza fue presentado el 30 de julio del 2021 por la Orquesta Filarmónica Nacional (OFN), La Banda Marcial de Caracas (BMC) y el Orfeón Libertador bajo la batuta del maestro Rubén Capriles.
Ahora en la plataforma de videos de Youtube se encuentra una grabación moderna del año 2021 de la obra, ejecutada en el Teatro Municipal de Caracas por las agrupaciones mencionadas anteriormente. Todo este concierto fue denominado Gala Sinfónica Sonidos de Independencia.

### Otras obras

#### Música para Orquesta
- Himno en Honor al Papa León XIII
- Popule Meus
- Misa en Mi bemol
- Fantasía Sinfónica "Batalla de Carabobo"

#### Música de Cámara
- Piano Quinteto en Mi♭
- Fantasía para Ocho Pianos

#### Valses
- Vals "Si o No"
- Vals "San Aroa"
- Vals "Caprichos Femeniles"
- Vals "Los misterios del Corazón"

#### Zarzuelas
- Las Dos Deshonras

## Música, Estilo Compositivo y Valses

### Estilo y legado artístico del maestro Villena
Francisco Villena es reconocido como el más importante de la música de la mitad del siglo XIX por varios motivos. El primero y el más importante es que tenía un estilo muy adelantado y propio al del resto de los compositores contemporáneos de la época. Se demuestra más que todo con su música de cámara. Villena tiene una inspiración original y una armonización brillante de técnica muy avanzada en comparación con lo que se hacía en el medio musical venezolano de su tiempo.
Ser maestro de capilla lo obligó muchas veces a escribir música religiosa. La Misa en Mi bemol mayor, es una de las obras más ambiciosas y mejor logradas que se han escrito en su género en Venezuela. Por otro lado, al ser director de la Banda Marcial del Distrito Capital impulso varios compromisos como: Retretas en plazas y sitios públicos, actos oficiales y fechas patrias. Por lo que se tuvo que comprometer a escribir mucha música para bandas marciales.
Se demuestra que realizó más que todo música de salón y fiestas para géneros bailables del aquel entonces como valses, danzas, polkas y mucha música para pasodoble para piano de dos y cuatro manos. Cabe destacar que entre sus casi trescientas obras, se incluyen un número considerables de música de estilo romántico, agrupadas en series de numeración correlativa, como: Andates Caprichosos, Scherzos, Andantes Religiosos y Minués. Muchas de ellas tenían elevada exigencia técnica y otras, más que todo para una intención pedagógica, dedicadas a sus discípulas. Solo escribió una sola pieza importante para el teatro, Las dos Deshonras, una zarzuela.
En su abundante producción de música de salón encontramos los acostumbrados géneros bailables de la época: valses, danzas, polkas y pasodobles para piano a dos y cuatro manos. Junto a estas piezas destinadas al salón de baile hay también una notable cantidad de piezas para piano al estilo romántico, agrupadas en series de numeración correlativa: andantes caprichosos, scherzos, andantes religiosos y minués. Algunas de ellas de elevada exigencia técnica y otras, de evidente intención pedagógica, dedicadas a sus discípulas. Para el teatro su producción es más escasa, su única obra importante en este género es una zarzuela cuyo título es Las dos deshonras. La zarzuela una forma de música teatral o género musical escénico surgido en España que se distingue principalmente por contener partes instrumentales, partes vocales y partes habladas.
Para terminar y resumir; el legado artístico y musical de Villena es excepcional, a su muerte contaba con casi trescientas obras para distintos tipos de agrupaciones y distintos tipos de música. Realizó trabajos para orquestas, grupos de cámara, solistas, obras corales, música popular, valses, polkas, marchas, danzas, zarzuelas, andantes religiosos, scherzos, minués, pasodobles para piano a dos o cuatro manos, caprichos, innumerables obras para bandas marciales, para cantantes solistas, para misas, entre otros.

### Creador del vals venezolano
Federico Villena es considerado uno de los creadores del vals venezolano. El vals es de origen europeo, es un elegante baile musical a ritmo lento, originario del Tirol (Austria) por el siglo XII y del sur de Alemania. El vals venezolano en cambio, presenta características especiales: tiene partes contrastantes dentro de la pieza, donde suele haber una suave introducción, luego partes o secciones más melódicas, que contrastan con otras, más rítmicas.
El vals europeo venía imponiéndose en el gusto de la gente en los primeros años del siglo XIX, hasta ser del tipo baile dominante en las fiestas y saraos. Muchos compositores de este periodo escribieron valses, muchos de muy poco valor, pero algunos muy bellos. El ritmo isócrono y uniforme del vals europeo se hace más rico y flexible por la incorporación de ritmos de otros valores, como joropos, boleros y aires africanos, que dan un movimiento más suelto, variado y alegre. Muchos de estos cambios radicales se le atribuyen a Federico Villena.

## Distinciones
- R. T. Ch. Middlentown: Ilustre representante de su Majestad Británica en Venezuela.[11]
- Bastón de Mando de Ébano y Plata:En el transcurso de su desempeño recibió de un representante de la Corona Británica un Bastón de Mando de Ébano y Plata, que hasta nuestros días los siguen ostentando los directores de la Banda Marcial de Caracas desde 1890[12]
- Bendición del Pontífice: Compuso en 1890 un Himno en honor del Papa León XIII que remitió a través del cardenal Rampolla, Secretario de Estado, y que mereció una Bendición del Pontífice.